# Timo Koivusalo
Timo Johannes Koivusalo, né le 31 octobre 1963 à Pori, est un réalisateur, acteur et musicien finlandais.

## Filmographie
- Pekko aikamiespojan poikamiesaika (1993)
- Pekko ja poika (1994)
- Pekko ja massahurmaaja (1995)
- Pekko ja muukalainen (1996)
- Pekko ja unissakävelijä (1997)
- Kulkuri ja Joutsen (1999)
- Rentun Ruusu (2001)
- Sibelius (2003)
- Kaksipäisen kotkan varjossa (2005)
- Kalteva torni (2006)
- Täällä Pohjantähden alla (2009)
- Täällä Pohjantähden alla II (2010)
- Vuonna 85 (2013) (ohjaaja, tuottaja)
- Risto Räppääjä ja Liukas Lennart (2014)
- Risto Räppääjä ja Sevillan saituri (2015)

### Séries télévisées
- Pekko Aikamiespoika (1992)
- Tuttu Juttu Show (1992–2002)
- Leikin varjolla (2002–2006)
- Talent Suomi (2007)
- Suomen Paras Kuoro (2009–)

## Discographie
- Aina on notkosta noustu (1995)
- Joel Hallikainen & Timo Koivusalo: 20 suosikkia – Koomikon kyyneleet (1998)
- Joel Hallikainen & Timo Koivusalo: Kimpassa (1998)

## Livres
- Timo Koivusalo, Pekko ja outolintu (Humour), WSOY, 1997, 221 p. (ISBN 951-0-22327-1)
- Timo Koivusalo, Jani Lehtinen et Mikko Peltola, Rysän päältä – siikahyvä ruokakirja, 2005, 258 p.